# Archibald MacLeish
Archibald MacLeich, född den 7 maj 1892 i Glencoe i Illinois, död den 20 april 1982 i Boston i Massachusetts, var en amerikansk författare och jurist.

## Biografi
MacLeichs far var en köpman av skotsk härkomst och hans mor universitetsprofessor och han växte upp på en gård vid Lake Michigan.
Han är morbror till skådespelaren Bruce Dern.
Han gick i Hotchkiss School 1907–1911 innan han började vid Yale University, där han studerade engelska, valdes till Phi Beta Kappa, och antogs till Skull and Bones Society. Han fortsatte därefter i Harvard Law School, där han var redaktör för Harvard Law Review. 
MacLeichs studier avbröts av första världskriget, där han först tjänstgjorde som ambulansförare och senare som artillerikapten. Efter kriget tog han examen vid juristlinjen 1919, undervisade i juridik under en termin och arbetade sedan en kort tid som redaktör vid The New Republic. Han praktiserade därefter tre år på en advokatbyrå.
År 1923 flyttade han med sin fru till Paris i Frankrike, där de gick med i en grupp av utvandrade litterära auktoriteter, som inkluderade Gertrude Stein och Ernest Hemingway. Han återvände till USA 1928 och från 1930 till 1938 arbetade han som skribent och redaktör för Fortune Magazine, under vilken han också blev allt mer politiskt aktiv, särskilt av antifascistiska orsaker.
MacLeich var chef för Library of Congress 1939–1944. Nomineringen av Franklin D. Roosevelt till uppdraget var en kontroversiell och mycket politisk manöver förenat med flera utmaningar. Hans karriär inom biblioteket och public service kom inte av en brinnande längtan inifrån, utan från en kombination av uppmaning av en nära vän Felix Frankfurter och den gjorda nomineringen. Roosevelt önskade någon med liknande politisk inställning till tjänsten och för att övertyga den amerikanska allmänheten om att New Deal fungerade och att han hade rätt att försöka få en tredje mandatperiod som president.
Under andra världskriget var MacLeish även direktör för krigsdepartementets kontor för fakta och statistik och biträdande direktör för kontoret av krigsinformation. Dessa arbeten var starkt involverad i propagandan och var väl lämpade för MacLeishs talanger. Han hade skrivit en hel del politiskt motiverade arbeten under det föregående årtiondet. Han tillbringade också ett år som biträdande statssekreterare för Public Affairs och ytterligare ett år som representant för USA i bildandet av Unesco. Efter detta avgick han från offentlig tjänst och återvände till den akademiska världen.
År 1949 blev MacLeish Boylston-professor i retorik och talekonst vid Harvard. Han höll denna position fram till sin pensionering 1962. År 1959 vann hans pjäs JB Pulitzerpriset för Drama. Från 1963 till 1967 var han John Woodruff Simpson-universitetslektor vid Amherst College.
I sin gärning som diktare började MacLeich som modernist, påverkad av T. S. Eliot och Ezra Pound, men uttryckte senare politiskt och socialt engagemang.  Han var den litterära person som spelade den viktigaste rollen i att befria Ezra Pound från S:t Elisabeths Hospital i Washington DC, där denne satt inspärrad för högförräderi mellan 1946 och 1958.  MacLeish tidiga arbete var mycket traditionellt modernistiska och accepterade det samtida modernistiska inställningen  att en poet isolerades från samhället. Hans mest kända dikt, "Ars Poetica", innehåller ett klassiskt uttalande av den modernistiska estetik: "En dikt ska inte betyda utan vara". Han bröt senare med modernismens rena estetik.

## Utmärkelser
- 1933: Pulitzerpriset för poesi (Conquistador ),
- 1946: Commandeur de la Legion d'honneur
- 1953: Pulitzerpriset för poesi (Collected Poems 1917–1952)
- 1953: National Book Award för poesi (Collected Poems, 1917–1952
- 1953: Bollingen Prize för poesi
- 1959: Pulitzerpriset för drama (J.B.)
- 1959: Tony Award för bästa drama(J.B.)
- 1965: Academy Award för facklitteratur(The Eleanor Roosevelt Story)
- 1977: Presidential Medal of Freedom

## Litterära verk

### Diktsamlingar
- Class Poem (1915)
- Songs for a Summer's Day (1915)
- Tower of Ivory (1917)
- The Happy Marriage (1924)
- The Pot of Earth (1925)
- Nobodaddy (1926)
- The Hamlet of A. Macleish (1928)
- Streets in the Moon (1928)
- Einstein (1929)
- New Found Land (1930)
- Conquistador (1932)
- Elpenor (1933)
- Frescoes for Mr. Rockefeller's City (1933)
- Poems, 1924–1933 (1935)
- Public Speech (1936)
- Actfive and Other Poems (1948)
- Collected Poems (1952)
- Songs for Eve (1954)
- The Collected Poems of Archibald MacLeish (1962)
- The Wild Old Wicked Man and Other Poems (1968)
- The Human Season, Selected Poems 1926–1972 (1972)
- New and Collected Poems, 1917–1976 (1976)

### Prosa
- Jews in America (1936)
- America Was Promises (1939)
- The Irresponsibles: A Declaration (1940)
- The American Cause (1941)
- A Time to Speak (1941)
- American Opinion and the War: the Rede Lecture (1942)
- A Time to Act: Selected Addresses (1943)
- Freedom Is the Right to Choose (1951)
- Art Education and the Creative Process (1954)
- Poetry and Experience (1961)
- The Dialogues of Archibald MacLeish and Mark Van Doren (1964)
- The Eleanor Roosevelt Story (1965)
- A Continuing Journey (1968)
- Champion of a Cause: Essays and Addresses on Librarianship (1971)
- Poetry and Opinion: the Pisan Cantos of Ezra Pound (1974)
- Riders on the Earth: Essays & Recollections (1978)
- Letters of Archibald MacLeish, 1907–1982 (1983)

### Drama
- Union Pacific (ballet) (1934)
- Panic (1935)
- The Fall of the City (1937)
- Air Raid (1938)
- The Land of the Free (1938)
- Colloquy for the States (1943)
- The American Story: Ten Broadcasts (1944)
- The Trojan Horse (1952)
- This Music Crept By Me on the Waters (1953)
- J.B. (1958)
- Three Short Plays (1961)
- An Evening's Journey to Conway (1967)
- Herakles (1967)
- Scratch (1971)
- The Great American Fourth of July Parade (1975)
- Six Plays (1980)